# Minixfilsystem
Minixfilsystem er et filsystem til Minix 1.0 som er ret enkelt, men meget begrænset.

## Specifikationer
```
Maksimal størrelse af filsystemet: 64 MB
Maksimal størrelse af en fil:      64 MB
Maksimal længde af et filnavn      16 tegn (30 med sti)
```

En del metadata som tid for ændringer kan ikke gemmes i filsystemet
Ext filsystemet bygger på minixfilsystemet.